# BBÖ N28

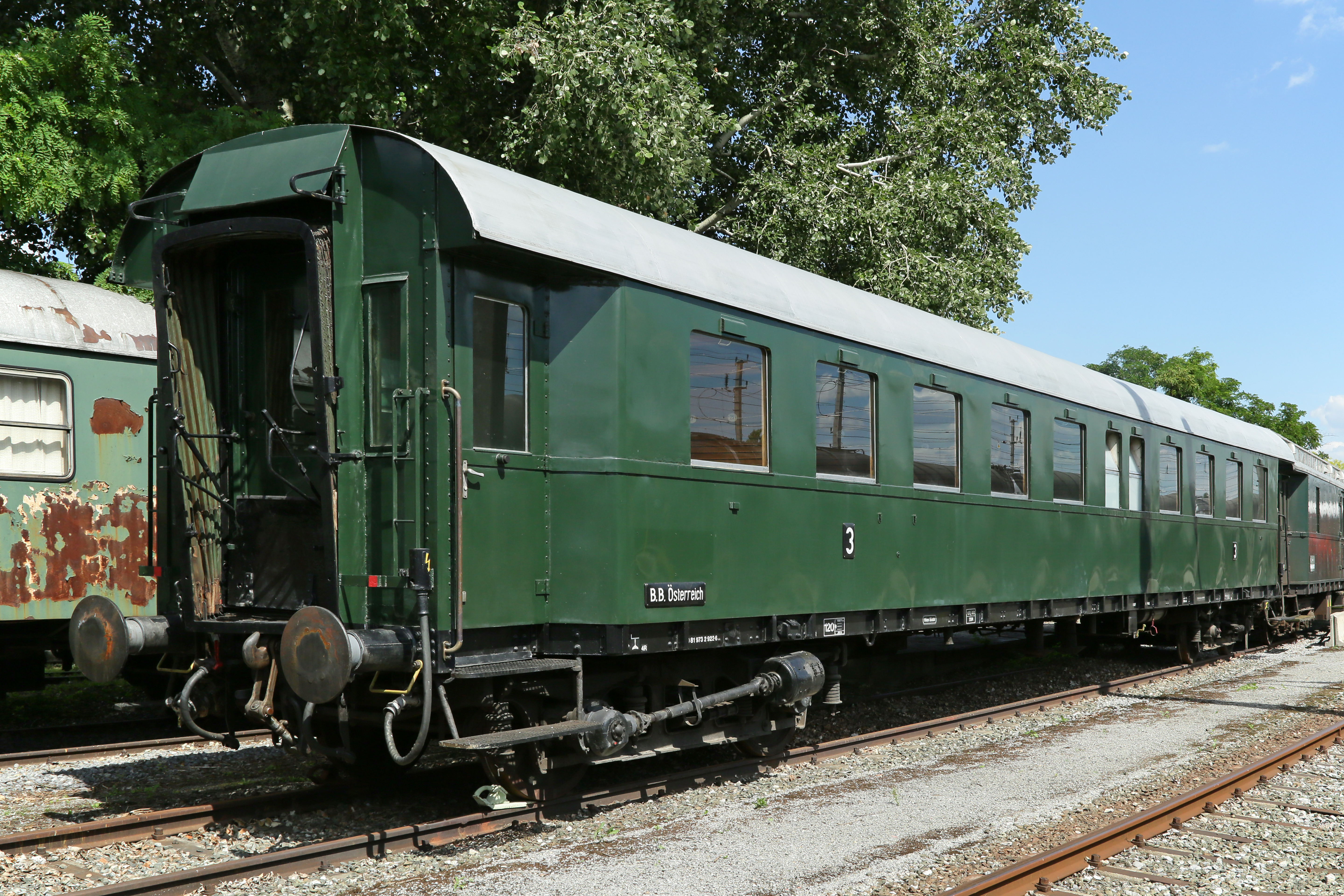
Vierachser der Bauart N28

Die Bauart N28 (kurz für Neubau 1928) waren eine aus mehreren Typen bestehende Bauart von Neubau-Personen- und Güterwagen der Bundesbahnen Österreich (BBÖ) in der Zwischenkriegszeit.

## Geschichte

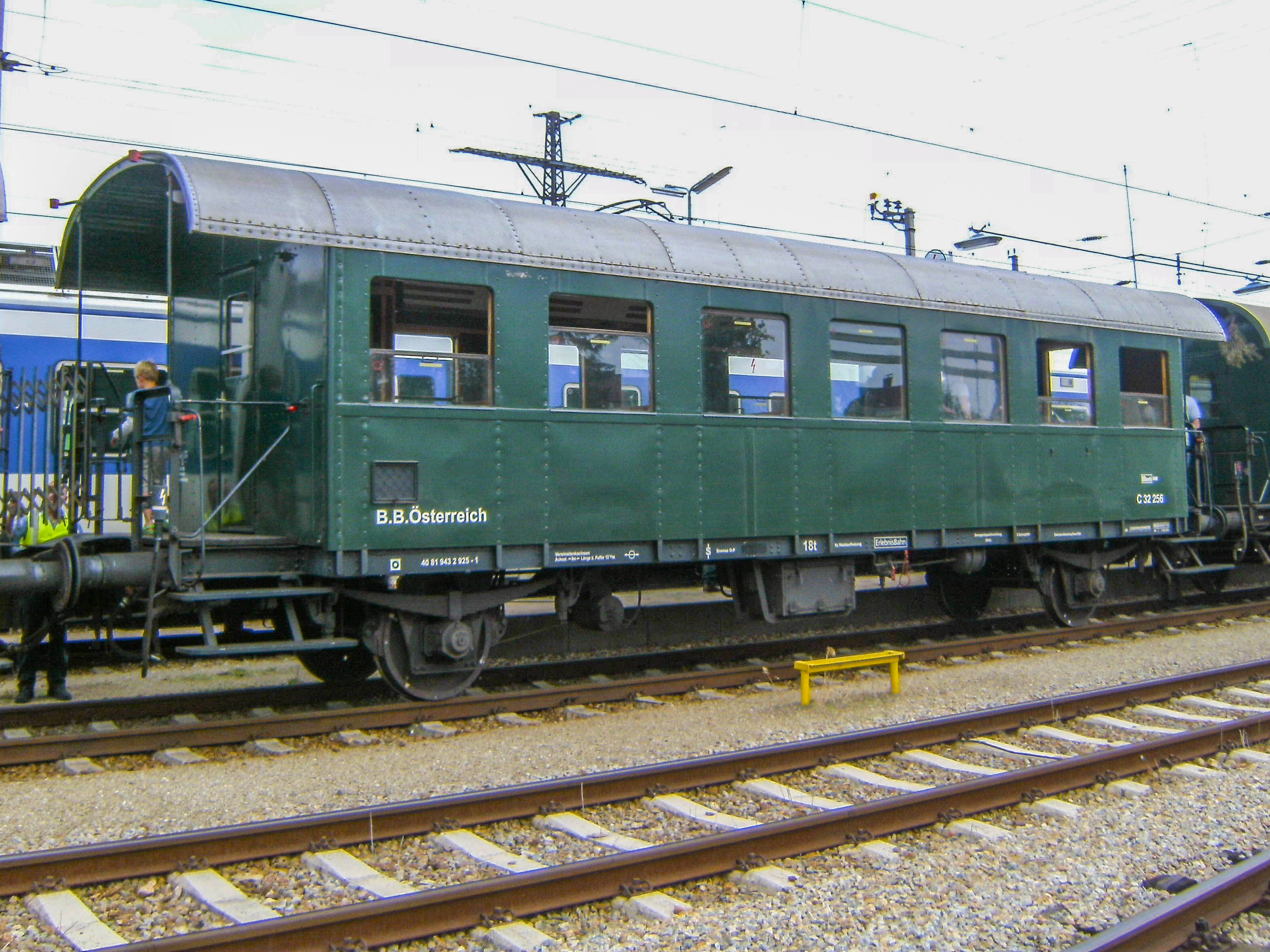
Zweiachser Bauart N28

In der zweiten Hälfte der 1920er Jahre beschlossen die Bundesbahnen Österreichs trotz der wirtschaftlich schwierigen Lage ihren größtenteils noch aus der Monarchie stammenden Fahrzeugpark zu verjüngen. Die Fuhrparkaufteilung nach dem Ende des Ersten Weltkrieges hinterließ den BBÖ nur einen höchst uneinheitlichen Wagenpark von durchwegs schlechtem Zustand. Insgesamt wurden in dieser Zeit 1310 Reisezug- und 6770 Güterwagen ausgemustert. Bis zum Erscheinen einer Neukonstruktion wurden einstweilen von den k.k. Staatsbahnen übernommene (jedoch veraltete) Konstruktionen mit Holzwagenkasten weiter gebaut, um den Mangel an Personenwagen etwas zu mildern. Der Maschinendienst der Bundesbahnen unter der Führung von Maschinendirektor Oskar Taussig konzipierte nun, neben völlig neuartigen Bauarten von Dampflokomotiven (BBÖ 378, 478 und 729), auch eine nach zeitgemäßen Baugrundsätzen – unter anderem mit Stahlkasten – konstruierte und möglichst einheitliche Bauart von Personenwaggons für Nebenbahnen und Schnellzüge. Diese sollten sich durch möglichst geradlinige, einfache und vor allem gleichartige Konstruktionsprinzipien auszeichnen. Hierzu wurden neue Normen im österreichischen Waggonbau geschaffen, um eine möglichst rationelle Beschaffung zu ermöglichen. Die Waggons waren eine komplette Neukonstruktion und die zahlenmäßig größte Anschaffung der BBÖ mit einem Investitionsvolumen von rund 108 Millionen Schilling. Die Inneneinrichtung des Baumuster-Wagens ABah 19 300 von 1930 wurde von Josef Hoffman gestaltet, jedoch in Folge für die Serienbestellung abgeändert.
Von der Bauart N28 wurden 1927 im Wesentlichen folgende Stückzahlen bestellt:
- 300 zweiachsige Waggons der Bauart C mit offenen Plattformen für den Nahverkehr
- 196 Vierachser der Bauarten ABa (11 Stück), ABCa (5 Stück), BCa (30 Stück) und Ca (150 Exemplare) für den Einsatz in Schnellzügen
- 210 zwei- und vierachsige Dienstwagen (Post- und Gepäckwaggons)
- 5550 Güterwagen in unterschiedlichen Bauarten für 18 bis 20 Tonnen Tragkraft[4]

Die Lieferung der Fahrzeuge erfolgte durch die Waggonfabriken Simmering und Graz. Durch die ab 1930 mit voller Wucht einsetzende Wirtschaftskrise kam es zu einem Baustopp. Insgesamt wurden nur 97 zweiachsige Personenwagen, 136 vierachsige Schnellzugswagen (Personen- und Dienstwagen), 40 zweiachsige Dienstwagen, 200 gedeckte Güterwagen mit und 510 ohne Bremse, 275 offene Güterwagen mit und 669 ohne Bremse sowie 30 gedeckte Großraumgüterwagen und gemäß Literatur angeblich 1250 Drehschemelwagen für die Schmalspurbahnen angeschafft.
Nach dem Zweiten Weltkrieg verblieben einige Fahrzeuge im Ausland, etliche wurden durch Kampfhandlungen zerstört. Die den neugegründeten ÖBB verbliebenen Personenwagen wurden in den 1950er und 1960er Jahren zum Großteil zu Spantenwagen modernisiert. Heute findet man noch eine größere Anzahl dieser Fahrzeuge im Bestand von Museumsbahnen und Eisenbahnmuseen.
Die Wagen N28 unterscheiden sich im Allgemeinen optisch von den späteren Spantenwagen durch Regenrinnen über den Fenstern, einem Verstärkungsgurt unterhalb der Fensterreihe und dadurch, dass die Kante der Bodenplatte sichtbar blieb.

## Technische Merkmale

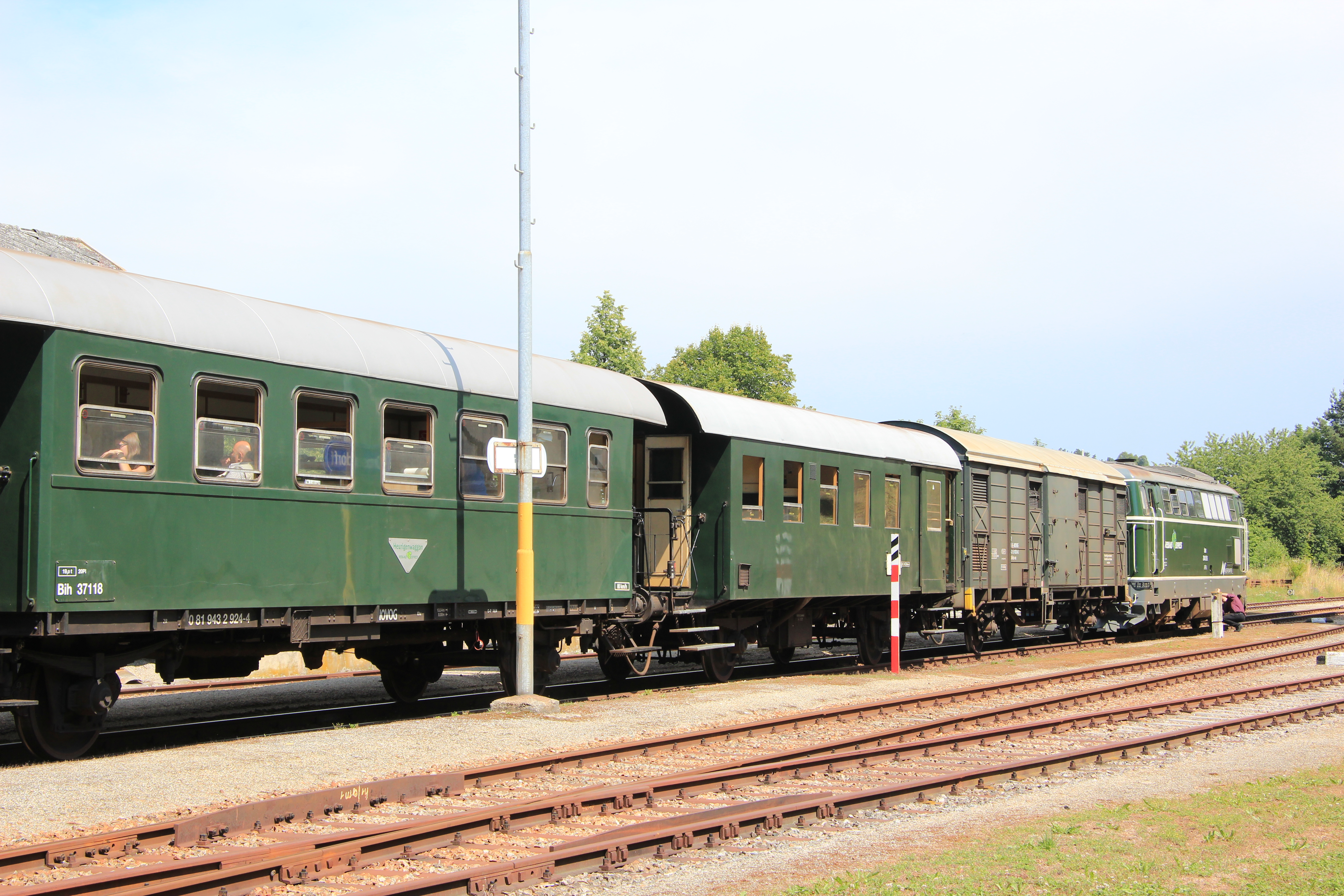
Modernisierter Zweiachser (links) mit Spantenwagen im Zug des Reblaus-Express

Bei den Personenwagen der N28-Serie handelte es sich um die ersten Ganzstahl-Personenwagen Österreichs.
Die zweiachsigen Waggons waren über Puffer 13,5 m lang, 3 m breit und das Leergewicht betrug 18 Tonnen. 62 Fahrgäste fanden auf Holzlattenbänken in der Sitzeinteilung 2+3 Platz, es gab Gepäcknetze längs zur Wagenachse und im Winter konnten Schiträger unter der Decke montiert werden. Sie besaßen einheitliche Untergestelle, der Achsstand betrug acht Meter. Erstmals kamen statt der geölten Holzfußböden solche aus Linoleum zur Anwendung. Die Fahrzeuge verfügten über eine Hardy-Vakuumbremse der Bauart 1902 und einige Exemplare versuchsweise über Steyr-Rollenachslager und elektrische Beleuchtung mittels Achsdynamo und Akkumulator.
Die vierachsigen Waggons unterschieden sich nur in der Abteil- und Fenstereinteilung voneinander, die Hauptabmessungen mit 21 m Länge über Puffer, 2,8 m Breite und 40–42 Tonnen Leergewicht waren identisch. Der Drehzapfenabstand betrug einheitlich 14,5 Meter und die Drehgestelle nach Normierung 1f 1928 hatten einen Achsstand von 2,5 Metern. Das WC lag in Fahrzeugmitte, die Plattformen waren an den Türen charakteristisch eingezogen.  Die Sitzplatzanzahl betrug je nach Bauart 42 (ABa) bis 72 (Ca) Sitzplätze. Die Fußböden waren anfangs aus blauem Teppich und braunem Linoleum.